# 艋舺的女人
《艋舺的女人》（英語：Monga Woman），2014年台視八點檔連續劇，劇情改編自行政院新聞局1993年優良電影劇本〈艋舺的女人〉。由狄鶯、李興文、陳仙梅、黃仲崑、傅天穎主演。2012年11月5日開鏡，2013年3月殺青。本劇以民國40年代戒嚴時期至民國70年代為背景。2014年8月1日於台視八點檔時段首播。年代MUCH台和壹電視綜合台分別於當晚21:00及21:30播出。

## 播出時間
| 臺灣 台視主頻、台視HD台 每週一到週五 20:00 - 21:00 | 臺灣 台視主頻、台視HD台 每週一到週五 20:00 - 21:00 | 臺灣 台視主頻、台視HD台 每週一到週五 20:00 - 21:00 |
| -------------------------------------------------- | -------------------------------------------------- | -------------------------------------------------- |
|                                                    | 艋舺的女人 （2014年8月1日－2014年11月20日）        |                                                    |
| 雨後驕陽 （2014年3月24日－2014年7月31日）          | 純純 （2014年11月21日－2014年12月18日）            |                                                    |

| 新加坡 佳乐台 每週一至週五 19:00 - 20:00    | 新加坡 佳乐台 每週一至週五 19:00 - 20:00            | 新加坡 佳乐台 每週一至週五 19:00 - 20:00 |
| ------------------------------------------- | --------------------------------------------------- | ---------------------------------------- |
|                                             | 艋舺的女人 （2014年12月17日－2015年4月10日）        |                                          |
| 完美新娘 （2014年10月30日－2014年12月16日） | 阿爸的愿望（重播） （2015年4月13日－2015年6月12日） |                                          |

| 马来西亚 Astro歡喜台、Astro欢喜台HD 每週一至週五 16:00 - 17:00 | 马来西亚 Astro歡喜台、Astro欢喜台HD 每週一至週五 16:00 - 17:00 | 马来西亚 Astro歡喜台、Astro欢喜台HD 每週一至週五 16:00 - 17:00 |
| -------------------------------------------------------------- | -------------------------------------------------------------- | -------------------------------------------------------------- |
|                                                                | 艋舺的女人 （2014年12月31日－2015年4月23日）                   |                                                                |
| 雨後驕陽 （2014年9月10日－2014年12月30日）                     | 月亮上的幸福 （2015年4月24日－2015年8月21日）                  |                                                                |

## 演員列表

### 主要演員
| 演員   | 角色             | 介紹 | 登場集數 |
| 狄鶯   | 林春花           | 個性豪爽、堅強，雖然目不識丁，卻十分有做生意的頭腦。兒時因家計困難，被賣給王家當童養媳；爾後養父早逝，養兄正雄好賭不成材，被迫必須獨自擺攤賣豬肉，支撐全家的經濟開銷，並照顧雙目失明的養母。一日，春花在火車上巧遇耿直善良的文輝，春花富有生命力且開朗的個性，深深吸引住文輝；而溫柔儒雅的文輝，也頗得她的好感。天不從人願，養母驟世的打擊讓春花答應與秋月共事一夫，不但購屋同住、扛起家計，也委屈以二房的身份嫁給文輝。沒想到她也沒能為劉家生兒育女，所幸她們最後領養了四名兒女，才解決了這延續香火的問題。可是命運並未就此平順，文輝因罹患癌症早逝，讓這個家頓時陷入了困境。春花與秋月，原本互相抱持敵對態度的兩人，如今為了將四名兒女養育成人，安頓屋裡屋外，更試著放開恩怨，各自發揮所長、彼此相互合作一起打理全家的一切。後期為了完成得到癌症小林仔的願望，嫁給小林仔，但小林仔卻死在結婚當天。 | 全劇     |
| 李柔蓁 | 林春花（少女）   | 個性豪爽、堅強，雖然目不識丁，卻十分有做生意的頭腦。兒時因家計困難，被賣給王家當童養媳；爾後養父早逝，養兄正雄好賭不成材，被迫必須獨自擺攤賣豬肉，支撐全家的經濟開銷，並照顧雙目失明的養母。一日，春花在火車上巧遇耿直善良的文輝，春花富有生命力且開朗的個性，深深吸引住文輝；而溫柔儒雅的文輝，也頗得她的好感。天不從人願，養母驟世的打擊讓春花答應與秋月共事一夫，不但購屋同住、扛起家計，也委屈以二房的身份嫁給文輝。沒想到她也沒能為劉家生兒育女，所幸她們最後領養了四名兒女，才解決了這延續香火的問題。可是命運並未就此平順，文輝因罹患癌症早逝，讓這個家頓時陷入了困境。春花與秋月，原本互相抱持敵對態度的兩人，如今為了將四名兒女養育成人，安頓屋裡屋外，更試著放開恩怨，各自發揮所長、彼此相互合作一起打理全家的一切。後期為了完成得到癌症小林仔的願望，嫁給小林仔，但小林仔卻死在結婚當天。 | 1-2      |
| 陳仙梅 | 張秋月           | 端莊優雅的女子，從小讀書識字，富有文化涵養；父親是南北貨行的老闆，在當地頗有名望。由於生長環境的差異，秋月與春花相比，是屬於兩種極端類型的女人；但是實際上，她們骨子裡都有同一份為愛堅持，以及不輕言認輸的性格。秋月沒有想過自己與春花的命運竟結合得如此之深，愛恨交織的兩人，最終情同姊妹、攜手走完一生。 | 全劇     |
| 陳鈞姵 | 張秋月（少女）   | 端莊優雅的女子，從小讀書識字，富有文化涵養；父親是南北貨行的老闆，在當地頗有名望。由於生長環境的差異，秋月與春花相比，是屬於兩種極端類型的女人；但是實際上，她們骨子裡都有同一份為愛堅持，以及不輕言認輸的性格。秋月沒有想過自己與春花的命運竟結合得如此之深，愛恨交織的兩人，最終情同姊妹、攜手走完一生。 | 1        |
| 李興文 | 劉文輝           | 為人正直溫和，聽從家裡安排娶了嫻靜的秋月，卻被率真的春花深深吸引。因秋月未能生育才得以順利娶回春花當側室，不料，未能生育的竟是自己，在滿懷歉疚下，先後同意春花和秋月領養四個孩子，原本一家七口的和樂生活，卻因自己突如其來的肝癌所粉碎。 | 1-14     |
| 李興文 | 小林仔（林明益） | 長相與文輝神似。康樂團的團主，玫瑰的青梅竹馬和前男友，寶玉的生父，一開始賣假藥維生，但因寶珠的關係與春花和秋月結識，也在之後聽從春花等人的建議放棄賣假藥的生活，同時專心做寶珠的音樂老師，對於春花有其一定的好感。後期因為肺癌，在與春花的婚禮當天過世。 | 至40集   |
| 黃仲崑 | 馬沙（陳正義）   | 爽快、講義氣的黑道老大，暗戀、呵護春花一輩子，是艋舺赫赫有名的黑道老大，出獄後洗心革面改而經營中藥行，後來選擇從政，成為艋舺地區為民喉舌的好議員。馬沙最後娶美麗為妻，兩人生下獨生女雅雯，另一方面也是家明實際上的生父。于第33集因為兒子女兒雙雙去世，變得精神不正常，一直住在林春花家裡。 | 全劇     |

### 第一代
| 演員   | 角色           | 介紹 | 登場集數 |
| 楊少文 | 林正雄         | 春花的養兄，好逸惡勞、爛賭，吃喝嫖賭樣樣沾的敗家子。原本春花被預定是他的媳婦，卻因他的不爭氣，讓瞎子母親決定不讓春花嫁給他。 | 全劇     |
| 傅顯捷 | 林正雄（少年） | 春花的養兄，好逸惡勞、爛賭，吃喝嫖賭樣樣沾的敗家子。原本春花被預定是他的媳婦，卻因他的不爭氣，讓瞎子母親決定不讓春花嫁給他。 | 1        |
| 游耀光 | 詹樹旺         | 家榮的生父 | 6        |
| 藝鴒   | 阿玲           | 家榮的生母 | 6        |
| 林健寰 | 黑狗（方正）   | 陰險狡詐的黑道老大，馬沙的死對頭，終其一生都在與馬沙作對。于第31集被阿信追殺，但沒死，卻被後面跟蹤的洪玫瑰殺死。 | 1～61    |
| 陳希愛 | 洪玫瑰         | 曾是知名酒家的紅牌，因愛慕虛榮而離開青梅竹馬的男友，生下寶玉後透過人送給春花與秋月收養，卻始終未能如願嫁入豪門，後來成為黑狗的女人，于第31集為了保護女兒而挺身對抗黑狗，因為殺了黑狗而入獄。 | 1～62    |
| 段可風 | 玉珊           | 寶珠的生母 |          |
| 傅天穎 | 李美麗         | 美麗嫁給馬沙後，生下獨生女雅雯，一直視春花為眼中釘。她更積極地輔助馬沙走向政治的道路，但因為人勢利，也為馬沙帶來許多困擾。曾因為背著馬沙收受張國華母親的賄賂入獄，出獄後，因為女兒難產過世，對女婿家榮相當不諒解，所以拒絕將外孫交給劉家照顧，並走了馬沙的後路，成為黑幫大姐頭。後期因爲馬沙失智老往春花家跑，因此對劉家開出條件，要求春花拿房子來交換外孫聰達，最後得到春花同意，如願取得房子，但是仍被失智的馬沙拒於門外。于第40集因為競選台北市議會一席位時因為賄選弊案而被捕入獄。 | 至40集   |
| 許翠雪 | 秀蘭           | 原本要被賣到妓院，被正雄救出後，與正雄結婚，經常幫正雄善後。于第41集因為正雄迷賭博輸光家產，和正雄離婚。 | 全劇     |

### 第二代
| 演員   | 角色           | 介紹 | 登場集數                 |
| 何豪傑 | 劉家榮         | 個性乖巧，為人老實。他的原生父母樹旺和阿玲，從南部來台北做生意，卻不幸生意失敗負債，無顏回鄉見家人，只得無奈賣孩子還債。家榮由於春花和秋月的溺愛，個性懦弱，大學畢業後就在春花的豬肉攤幫忙，直到與從小暗戀的雅雯結婚才開始實踐自己內心的理想。 | 16-51，52-               |
| 黃耀冬 | 劉家榮（少年） | 個性乖巧，為人老實。他的原生父母樹旺和阿玲，從南部來台北做生意，卻不幸生意失敗負債，無顏回鄉見家人，只得無奈賣孩子還債。家榮由於春花和秋月的溺愛，個性懦弱，大學畢業後就在春花的豬肉攤幫忙，直到與從小暗戀的雅雯結婚才開始實踐自己內心的理想。 | 7-15                     |
| 黃姿毓 | 陳雅雯         | 馬沙和美麗的女兒，家明同父異母的妹妹。從小嬌生慣養，因男友在國外意外身亡而在懷有其骨肉的情況下嫁給家榮，婚後由於大小姐脾氣和春花與秋月關係緊張，也曾讓家榮頭痛不已，之後意外流產讓整件事真相大白後曾自責萌生與家榮離婚，但春花與秋月最終接受雅雯的一切，現在態度和脾氣改變不少也和家榮合開食品行並開始打理家裡的一切事務，于第32集難產而過世。 |                          |
| 周惠珊 | 劉寶珠         | 個性溫柔，有歌唱的天份。生母玉珊生下她時，仍是一名大學生，被不負責的男友拋棄。無力扶養嬰孩，又無法對家人說出口的情形下，生母最後也只得將她拋棄。自幼便對歌仔戲抱有憧憬，常蹺課去學歌仔戲，但因春花極力反對，高中畢業後就離家，加入長相與養父文輝神似的小林仔所開設的康樂隊擔任主唱。憑藉自己的唱歌天賦，獲得春花與秋月的認同與支持，努力站上歌唱舞台並大放異彩，但因被拍裸照，而差點跳海自殺。與誤以為是莊文正的親妹妹，最後與莊文正結婚。                             | 16-51，52-               |
| 鄧筠庭 | 劉寶珠（少年） | 個性溫柔，有歌唱的天份。生母玉珊生下她時，仍是一名大學生，被不負責的男友拋棄。無力扶養嬰孩，又無法對家人說出口的情形下，生母最後也只得將她拋棄。自幼便對歌仔戲抱有憧憬，常蹺課去學歌仔戲，但因春花極力反對，高中畢業後就離家，加入長相與養父文輝神似的小林仔所開設的康樂隊擔任主唱。憑藉自己的唱歌天賦，獲得春花與秋月的認同與支持，努力站上歌唱舞台並大放異彩，但因被拍裸照，而差點跳海自殺。與誤以為是莊文正的親妹妹，最後與莊文正結婚。                             | 3-31                     |
| 孟翔   | 劉家明         | 生母秀琴與馬沙的私生子，雅雯同父異母的哥哥，秀琴因害怕作牢出獄的黑狗會對家明不利，因而將家明送給劉家撫養，從小個性鬼靈精怪，到處闖禍的個性是四個孩子中最讓春花和秋月擔心的，與個性倔強的寶玉經常針鋒相對，多年後家明十七歲時便與女友嘉莉未婚生下兒子小彬，嘉莉被家人送往國外，父子倆相依為命，一開始誤認黑狗為自己的生父而在旁作事，當家明知道自己親生父親是馬沙的真相後備受打擊，讓春花和秋月分外不捨。已和親生父親相認，卻在第31集，為了救嘉莉母子，而發生車禍身亡。 | 9-31（成年） 3-8（少年） |
| 周陳漢 | 劉家明（少年） | 生母秀琴與馬沙的私生子，雅雯同父異母的哥哥，秀琴因害怕作牢出獄的黑狗會對家明不利，因而將家明送給劉家撫養，從小個性鬼靈精怪，到處闖禍的個性是四個孩子中最讓春花和秋月擔心的，與個性倔強的寶玉經常針鋒相對，多年後家明十七歲時便與女友嘉莉未婚生下兒子小彬，嘉莉被家人送往國外，父子倆相依為命，一開始誤認黑狗為自己的生父而在旁作事，當家明知道自己親生父親是馬沙的真相後備受打擊，讓春花和秋月分外不捨。已和親生父親相認，卻在第31集，為了救嘉莉母子，而發生車禍身亡。 | 9-31（成年） 3-8（少年） |
| 彭曉彤 | 張嘉莉         | 是家明的未娶之女友、小彬的媽媽，誤會家明在他懷孕時偷吃，激動得早產，嘉莉媽媽為拆散家明跟嘉莉，趁嘉莉還沒醒時，讓家明把小孩抱走，嘉莉醒來後被媽媽騙說小孩死了、家明跑了，兩人因此分開。 |                          |
| 吳婉君 | 劉寶玉         | 個性強勢、愛慕虛榮。寶玉的生母是煙花女子洪玫瑰，玫瑰自知無法給女兒好的成長環境，選擇隱瞞生父並將她拋棄。劉家雖給寶玉滿滿的愛，自卑感仍讓她武裝自己，因此傷透春花的心，也讓秋月擔心不已。寶玉隱瞞家世與富二代張國華交往，但國華父母最終仍發現寶玉的身家背景，尤以張母反對最甚使兩人感情陷入膠著，真相大白後寶玉也開始反省自己對兩個媽媽的態度，最終考取律師資格並開設事務所，以她兩個養母的名字來命名。現已和親生母親相認。                                             | 16-51，52-               |
| 彭紫莛 | 劉寶玉（少年） | 個性強勢、愛慕虛榮。寶玉的生母是煙花女子洪玫瑰，玫瑰自知無法給女兒好的成長環境，選擇隱瞞生父並將她拋棄。劉家雖給寶玉滿滿的愛，自卑感仍讓她武裝自己，因此傷透春花的心，也讓秋月擔心不已。寶玉隱瞞家世與富二代張國華交往，但國華父母最終仍發現寶玉的身家背景，尤以張母反對最甚使兩人感情陷入膠著，真相大白後寶玉也開始反省自己對兩個媽媽的態度，最終考取律師資格並開設事務所，以她兩個養母的名字來命名。現已和親生母親相認。                                             | 7-15                     |
| 吳家宇 | 張國華         | 寶玉長大後交的男友，家世背景優渥的富二代，對寶玉很專情，即便知道寶玉的身家背景並遭到家母反對仍不想放棄兩人的感情。曾經與寶玉訂婚，但最後因為寶玉親生母親的身分與寶玉發生誤會而導致婚約告吹，感情關係亦因此告終。 |                          |

### 其他演員
| 演員   | 角色   | 介紹 | 登場集數 |
| 趙乙丞 | 劉小彬 | 家明和嘉莉未婚生的兒子。于第31集刘家明死后被张嘉莉带回美国抚养 |          |
| 李姝姸 | 沈小芬 | 家明的女朋友，幫忙照顧小彬，接送上下課，于第31集和家明結婚當天家明發生車禍身亡，所以離開回到家鄉。 |          |
| 安定亞 | 阿信   | 馬沙最死忠的副手，一生未娶，于第31集杀伤黑狗而投案入狱。 |          |
| 馮光榮 | 建宏   | 為人正直、負責，原是管區員警，後晉升為所長，但後來因為貪污案被調查。被調查當局還了清白後推出警隊。建宏與秋月是青梅竹馬，他暗戀秋月一生，答應文輝在他死後照顧秋月和孩子們，卻屢遭秋月拒絕，但始終像是秋月一家人的守護者般照料著他們。 |          |
| 劉曉憶 | 廖淑女 | 個性爽直開朗，在市場擺攤與春花豬肉攤比鄰而坐，兩人宛如知己，無所不談。 |          |
| 馬利歐 | 阿南   | 春花好友，暗戀淑女，兩人常鬥嘴，最後因看對眼結婚。 |          |

### 客串演出
| 演員   | 角色     | 介紹 | 登場集數 |
|        | 楊建利   | 一名被媒人安排後與春花相親的男人，但相親時被馬沙坐的人力車撞死。春花最後把他的神主牌安放家中，當家人般供奉，多年不改。 |          |
| 玉尚   | 莊萬福   | 文正的養父，玉珊的第二任丈夫。                                                                                         |          |
| 簡家瑋 | 邱志龍   | 寶珠的親生父親，玉珊的第一任丈夫。                                                                                     |          |
| 林晅   | 秀琴     | 家明的親生母親。 |          |
| 方少韋 | 莊文正   | 寶珠無血緣的哥哥，與玉珊和萬福養子。誤以為是劉寶珠的親哥哥，最後與劉寶珠結婚。                                         |          |
| 林羽禾 | 阿慧     | 建宏的妻子。 |          |
| 黃振尉 | 大偉     | 嘉莉的男友。 |          |
| 張志彬 | 丹尼爾   | 雅雯前男友，已過世。                                                                                                   |          |
| 張文進 | 菁仔     | 黑狗的手下。 |          |
| 楊仲恩 | 劉文成   | 春華叔叔。 |          |
| 王琦   | 文成妻   | 文成的妻子。 |          |
| 蘇炳憲 | 秋月父   | |          |
| 楊凱琪 | 春花生母 | | 1        |
| 王希華 | 春花養父 | | 1        |
| 張琴   | 春花養母 | | 1-2      |
| 王中皇 | NOBU     | | 51       |
| 洪瑞霞 | 文輝母   | |          |
| 陳郁蓉 | 玉珊母   | |          |
| 童毅軍 | 张世明   | |          |
| 林玉紫 | 國華母   | |          |
| 周欣   | 阿月     | |          |
| 蔡武雄 | 老大     | |          |
| 嘎嘎叫 | 所長     | |          |
| 李杰倫 |          | 四朵花之一 |          |
| 楊心瑀 |          | 四朵花之一 |          |
| 張乃文 |          | 四朵花之一 |          |
| 廖佩瑜 |          | 四朵花之一 |          |
| 吳佳珊 | 小林仔母 | 小林仔親生母親。為人爛賭，並瞞著春花秋月整家人，把他們的金錢偷掉，還把春花的房屋屋契偷掉，給放高利貸的混混用作抵押。   | 40-41    |

## 電視劇歌曲
| 曲別   | 歌名       | 演唱者 | 作詞   | 作曲   | 備註                                     |
| 片頭曲 | 無言妻     | 周惠珊 | 許常德 | 謝銘祐 |                                          |
| 片尾曲 | 溫柔的鼓勵 | 陳盛宇 | 許常德 | 秦旭章 | 進入廣告時間時亦會播放這首歌的一小部分。 |

## 收視率

### 台視首播收視率
| 播映日期                 | 週數       | 集數       | 平均收視率 | 排名 | 備註   |
| ------------------------ | ---------- | ---------- | ---------- | ---- | ------ |
| 2014年8月1日             | 1          | 1          | 1.51       | 4    |        |
| 2014年8月4日－8月8日     | 2          | 2-6        | 1.61       | 3    |        |
| 2014年8月11日－8月15日   | 3          | 7-11       | 1.89       | 3    |        |
| 2014年8月18日－8月22日   | 4          | 12-16      | 1.85       | 3    |        |
| 2014年8月25日－8月29日   | 5          | 17-21      | 1.74       | 3    |        |
| 2014年9月1日－9月5日     | 6          | 22-26      | 1.66       | 3    |        |
| 2014年9月8日－9月12日    | 7          | 27-31      | 1.68       | 3    |        |
| 2014年9月15日－9月19日   | 8          | 32-36      | 1.88       | 3    |        |
| 2014年9月22日－9月26日   | 9          | 37-41      | 1.99       | 3    |        |
| 2014年9月29日－10月3日   | 10         | 42-46      | 2.01       | 3    |        |
| 2014年10月6日－10月10日  | 11         | 47-51      | 2.04       | 3    |        |
| 2014年10月13日－10月17日 | 12         | 52-56      | 1.88       | 3    |        |
| 2014年10月20日－10月24日 | 13         | 57-61      | 2.12       | 3    |        |
| 2014年10月27日－10月31日 | 14         | 62-66      | 1.77       | 3    |        |
| 2014年11月3日－11月7日   | 15         | 67-71      | 1.85       | 3    |        |
| 2014年11月10日－11月14日 | 16         | 72-76      | 2.07       | 3    |        |
| 2014年11月17日－11月20日 | 17         | 77-80      | 2.00       | 3    | 完結篇 |
| 平均收視率               | 平均收視率 | 平均收視率 | 1.86       | -    | -      |

- 同時段節目：
  - 三立：
    - 三立台灣台《世間情》
    - 三立都會台《媽咪的男朋友／幸福兌換券》

  - 民視《龍飛鳳舞》
  - 中視《月亮上的幸福／金玉良緣／傾世皇妃／大漢賢后衛子夫》
  - 華視《天下第一味／奇皇后》
  - 大愛《頂坡角上的家／情牽萬里／光合一加一／阿爸講的話》
- 由AC尼尔森調查，調查範圍是四歲以上收看電視之觀眾。

## 製作團隊
- 製作人：金燕玲
- 編劇：李惠娟
- 導演：馮興華、彭大衛
- 統籌：林鼎紘
- 製作公司：金騰國際傳播有限公司
- 贊助單位：

## 外部連結
- 官方网站－台視
- 艋舺的女人的Facebook專頁
- YouTube 官方重溫（八十集版 （页面存档备份，存于），四十一集版 （页面存档备份，存于））